# Mauricio Rueda Beltz
Mauricio Rueda Beltz (ur. 8 stycznia 1970 w Bogocie) – kolumbijski duchowny rzymskokatolicki, dyplomata watykański, arcybiskup, podsekretarz Stanu Stolicy Apostolskiej w latach
2020–2023, nuncjusz apostolski w Wybrzeżu Kości Słoniowej od 2023.

## Życiorys
Święcenia kapłańskie przyjął 19 grudnia 1996 i został inkardynowany do archidiecezji Bogoty. W 2002 rozpoczął przygotowanie do służby dyplomatycznej na Papieskiej Akademii Kościelnej. 1 lipca 2004 rozpoczął służbę w dyplomacji watykańskiej pracując jako sekretarz nuncjatur w Gwinei (2004–2006), Chile (2006–2009), Stanach Zjednoczonych (2009–2011) oraz Jordanii (2011–2014). Następnie w latach 2014–2020 był pracownikiem sekcji II watykańskiego Sekretariatu Stanu, będąc odpowiedzialnym za przygotowanie pielgrzymek papieskich. W 2020 został radcą nuncjatury apostolskiej w Portugalii. 17 grudnia 2020 został mianowany podsekretarzem Sekcji Personelu Dyplomatycznego w Sekretariacie Stanu Stolicy Apostolskiej. 

### Episkopat
16 czerwca 2023 papież Franciszek mianował go nuncjuszem apostolskim w Wybrzeżu Kości Słoniowej oraz arcybiskupem tytularnym Cingoli. Sakry udzielił mu 9 września 2023 Sekretarz Stanu kardynał Pietro Parolin.